# Albert ten Broeke Hoekstra
Pour les articles homonymes, voir Hoekstra.
Albert ten Broeke Hoekstra, né le 18 février 1765 à Holwerd et mort le 17 août 1828 à Amsterdam, est un linguiste et littérateur néerlandais. Orangiste déclaré, il est avocat à la Cour de Frise avant de fuir en Frise orientale où il est appelé aux responsabilités dans la commune de Westdongeradeel.

## Biographie
Albert Hoekstra naît dans une famille distinguée et étudie le droit et devint avocat auprès de la Cour de Frise à partir de 1786. En 1790, il figure parmi les membres de l'Amirauté de Frise avant d'obtenir plus tard la charge de ministre plénipotentiaire à la diète, en 1794. 
En 1813, Guillaume Ier le nomme grietman (nl) à Westdongeradeel, charge dont il se défait par désagrément. Il enseigne les lettres néerlandaises à l'université de Louvain à partir de 1817 mais doit démissionner pour se libérer d'un environnement dans lequel il ne semble pas s'être intégré. Il passe ses dernières années à Amsterdam où il meurt âgé de 63 ans.